# Jan Novák (plavec)
Ján Novák, též Jan Novák (* 16. října 1942) je československý dálkový plavec slovenské národnosti, bývalý vojenský letec ČSLA a politik KSČM, po sametové revoluci poslanec Sněmovny národů Federálního shromáždění. Po rozpadu Československa žije v Česku.
Je považován za historicky nejúspěšnějšího československého dálkového plavce v chladných vodách.

## Biografie
Narodil se na Slovensku, pocházel z regionu Piešťan. Oba jeho rodiče byli Slováci. V dětství trpěl zdravotními potížemi a tak se jeho otec se rozhodl zlepšit zdraví svého syna otužováním a sportem. Vysokou školu absolvoval v Košicích. Působil v Banské Bystrici a Trenčíně. Kvůli své vojenské kariéře ale přesídlil do Prahy, kde pracoval na velitelství letectva. Jako vojenský pilot ČSLA dosáhl hodnosti plukovníka.
Pak pracoval po dobu 12 let v armádním sportu, v oddílech ASVŠ Dukla Banská Bystrica, ASVŠ Dukla Trenčín a Ministerstvo obrany Praha. Působil jako popularizátor sportu, dálkového plavání a otužování. Publikoval četné odborné studie, působil jako plavecký trenér a učitel plavání. V roce 1976 získal titul Zasloužilý mistr sportu. Byl rovněž výborným sportovním střelcem a vítězem mnoha závodů. V Hradci Králové jako mladík také působil v judistickém oddílu a byl dorosteneckým mistrem Československa v tomto sportu.
Proslavil se jako dálkový plavec. K dálkovým přeplavbám ho inspiroval v roce 1970 František Venclovský. Počátkem 70. let bydlel a pracoval v Pardubicích, ale na své výkony trénoval i v lokalitě Slnečné jazerá u Sence. Jako první suchozemec přeplaval v roce 1974 Lamanšský průliv v těžším směru z Anglie do Francie, což opět zopakoval v roce 1975. Byl zároveň historicky prvním etnickým Slovákem a druhým Čechoslovákem, který průliv přeplaval. Jako druhý člověk v historii přeplaval v roce 1974 úsek Hiddensee–Stralsund u německých břehů a opětovně tuto trasu zvládl v roce 1976. V roce 1973 zvítězil mezi 545 účastníky v závodě Sundschwimmen. Uplaval také 95 kilometrů na trase Dánsko–Polsko. V roce 1972 a 1976 vyhrál plavecký maraton na vodní nádrži Lipno a v roce 1975 a 1976 zvítězil v závodě napříč Žermanickou přehradou. V roce 1976 zvítězil ve 2. ročníku mistrovství Slovenska v dálkovém plavání na 25 kilometrů. Zaměřoval se na plavání v studených vodách. V roce 1990 jako první přeplaval jezero Bajkal, roku 1989 řeku Angaru v zimě (teplota vody 0,08 °C, teplota vzduchu -20 °C). V roce 1977 uplaval štafetově 45 kilometrů od ústí Bajkalu po Irkutsk při teplotě vody 4-7 °C a uplaval 2400 metrů v mořské vodě o teplotě 4 °C při teplotě vzduchu -6 °C v Mechelenu. Kvůli dálkovému plavání musel rozprodat zařízení bytu a rozpadlo se mu manželství.

Po sametové revoluci se angažoval i v politice. Ve volbách roku 1992 byl za KSČM, respektive za koalici Levý blok, zvolen do české části Sněmovny národů (volební obvod Východočeský kraj). Ve Federálním shromáždění setrval do zániku Československa v prosinci 1992. I později byl aktivní v levicových organizacích. Působil v listu Haló noviny.
V roce 2010 se uvádí, že žije jako důchodce v Praze. Stále se účastní plaveckých a otužileckých akcí. V prosinci 2010 byl hlavním rozhodčím otužilecké plavby Vltavou v Praze

.